# Los Angeles Clippers 2020-2021
La stagione 2020-2021 dei Los Angeles Clippers è stata la 51ª della franchigia nella National Basketball Association (NBA) e la 37ª a Los Angeles.

## Draft
| Giro | Scelta | Giocatore    | Ruolo | Nazionalità | Università/squadra |
| ---- | ------ | ------------ | ----- | ----------- | ------------------ |
| 2    | 57     | Reggie Perry | AG    | Stati Uniti | MSU Bulldogs       |

## Roster
| \| Pos. \| Num. \| Naz. \| Nome \| Altezza \| Peso \| Data nascita \| Provenienza \| \| ---- \| ---- \| ---- \| ------------------ \| ------- \| ------ \| ------------ \| ------------------- \| \| G/AP \| 33 \| \| Batum, Nicolas \| 203 cm \| 104 kg \| 14-12-1988 \| Le Mans Sarthe \| \| P \| 21 \| \| Beverley, Patrick \| 185 cm \| 82 kg \| 12-07-1988 \| Arkansas \| \| G \| 7 \| \| Coffey, Amir (TW) \| 201 cm \| 95 kg \| 17-06-1997 \| Minnesota \| \| C \| 15 \| \| Cousins, DeMarcus \| 208 cm \| 122 kg \| 13-08-1990 \| Kentucky \| \| P \| 11 \| \| Ferrell, Yogi \| 183 cm \| 81 kg \| 09-05-1993 \| Indiana \| \| G/AP \| 13 \| \| George, Paul \| 203 cm \| 100 kg \| 02-05-1990 \| Fresno State \| \| AG/C \| 9 \| \| Ibaka, Serge \| 208 cm \| 107 kg \| 18-09-1989 \| Bàsquet Manresa \| \| P/G \| 1 \| \| Jackson, Reggie \| 188 cm \| 94 kg \| 16-04-1990 \| Boston university \| \| G \| 5 \| \| Kennard, Luke \| 196 cm \| 93 kg \| 24-06-1996 \| Duke \| \| AP \| 2 \| \| Leonard, Kawhi \| 201 cm \| 102 kg \| 29-06-1991 \| San Diego State \| \| G/AP \| 14 \| \| Mann, Terance \| 196 cm \| 98 kg \| 18-10-1996 \| Florida State \| \| AG \| 8 \| \| Morris, Marcus \| 203 cm \| 99 kg \| 02-09-1989 \| Kansas \| \| C \| 10 \| \| Oturu, Daniel \| 203 cm \| 109 kg \| 20-09-1999 \| Minnesota \| \| AG \| 54 \| \| Patterson, Patrick \| 203 cm \| 107 kg \| 14-03-1989 \| Kentucky \| \| P \| 4 \| \| Rondo, Rajon \| 185 cm \| 82 kg \| 22-02-1986 \| Kentucky \| \| G \| 0 \| \| Scrubb, Jay (TW) \| 196 cm \| 100 kg \| 01-09-2000 \| John A. Logan \| \| C \| 40 \| \| Zubac, Ivica \| 213 cm \| 109 kg \| 18-03-1997 \| K.K. Mega Soccerbet \| | Allenatore - Tyronn Lue Assistente/i - Kenny Atkinson - Chauncey Billups - Jeremy Castleberry - Dan Craig (associate HC) - Larry Drew - Brendan O'Connor - Roy Rogers Legenda - (C) Capitano - (FA) Free agent - (S) Sospeso - (TW) Contratto Two-way - (GL) Assegnato a squadra G League affiliata - Infortunato Roster • Transazioni · Ultima transazione: 29 aprile 2021 |                                               |                    |         |        |              |                     |
| Pos. | Num. | Naz.                                          | Nome               | Altezza | Peso   | Data nascita | Provenienza         |
| G/AP | 33 | Francia (bandiera)                            | Batum, Nicolas     | 203 cm  | 104 kg | 14-12-1988   | Le Mans Sarthe      |
| P | 21 | Stati Uniti (bandiera)                        | Beverley, Patrick  | 185 cm  | 82 kg  | 12-07-1988   | Arkansas            |
| G | 7 | Stati Uniti (bandiera)                        | Coffey, Amir (TW)  | 201 cm  | 95 kg  | 17-06-1997   | Minnesota           |
| C | 15 | Stati Uniti (bandiera)                        | Cousins, DeMarcus  | 208 cm  | 122 kg | 13-08-1990   | Kentucky            |
| P | 11 | Stati Uniti (bandiera)                        | Ferrell, Yogi      | 183 cm  | 81 kg  | 09-05-1993   | Indiana             |
| G/AP | 13 | Stati Uniti (bandiera)                        | George, Paul       | 203 cm  | 100 kg | 02-05-1990   | Fresno State        |
| AG/C | 9 | Rep. del Congo (bandiera) · Spagna (bandiera) | Ibaka, Serge       | 208 cm  | 107 kg | 18-09-1989   | Bàsquet Manresa     |
| P/G | 1 | Stati Uniti (bandiera)                        | Jackson, Reggie    | 188 cm  | 94 kg  | 16-04-1990   | Boston university   |
| G | 5 | Stati Uniti (bandiera)                        | Kennard, Luke      | 196 cm  | 93 kg  | 24-06-1996   | Duke                |
| AP | 2 | Stati Uniti (bandiera)                        | Leonard, Kawhi     | 201 cm  | 102 kg | 29-06-1991   | San Diego State     |
| G/AP | 14 | Stati Uniti (bandiera)                        | Mann, Terance      | 196 cm  | 98 kg  | 18-10-1996   | Florida State       |
| AG | 8 | Stati Uniti (bandiera)                        | Morris, Marcus     | 203 cm  | 99 kg  | 02-09-1989   | Kansas              |
| C | 10 | Stati Uniti (bandiera)                        | Oturu, Daniel      | 203 cm  | 109 kg | 20-09-1999   | Minnesota           |
| AG | 54 | Stati Uniti (bandiera)                        | Patterson, Patrick | 203 cm  | 107 kg | 14-03-1989   | Kentucky            |
| P | 4 | Stati Uniti (bandiera)                        | Rondo, Rajon       | 185 cm  | 82 kg  | 22-02-1986   | Kentucky            |
| G | 0 | Stati Uniti (bandiera)                        | Scrubb, Jay (TW)   | 196 cm  | 100 kg | 01-09-2000   | John A. Logan       |
| C | 40 | Croazia (bandiera)                            | Zubac, Ivica       | 213 cm  | 109 kg | 18-03-1997   | K.K. Mega Soccerbet |

## Uniformi
- Casa

| Association |

- Trasferta

| Icon |

- Alternativa

| Statemant |

- Alternativa

| City |

- Alternativa

| Earned |

## Classifiche

### Northwest Division
| Pacific Division     | V  | S  | V%   | PR   | Casa  | Trasf | Div | PG |
| -------------------- | -- | -- | ---- | ---- | ----- | ----- | --- | -- |
| y – Phoenix Suns     | 51 | 21 | .708 | 1,0  | 27–9  | 24–12 | 7–5 | 72 |
| x – L.A. Clippers    | 47 | 25 | .653 | 5,0  | 26–10 | 21–15 | 9–3 | 72 |
| xp – L.A. Lakers     | 42 | 30 | .583 | 10,0 | 21–15 | 21–15 | 4–8 | 72 |
| ep – G.S. Warriors   | 39 | 33 | .542 | 13,0 | 25–11 | 14–22 | 5–7 | 72 |
| e – Sacramento Kings | 31 | 41 | .431 | 21,0 | 16–20 | 15–21 | 5–7 | 72 |

### Western Conference
| Western Conference | Western Conference      | Western Conference | Western Conference | Western Conference | Western Conference | Western Conference |
| #                  | Squadra                 | V                  | S                  | V%                 | PR                 | PG                 |
| ------------------ | ----------------------- | ------------------ | ------------------ | ------------------ | ------------------ | ------------------ |
| 1                  | c – Utah Jazz *         | 52                 | 20                 | .722               | –                  | 72                 |
| 2                  | y – Phoenix Suns *      | 51                 | 21                 | .708               | 1,0                | 72                 |
| 3                  | x – Denver Nuggets      | 47                 | 25                 | .653               | 5,0                | 72                 |
| 4                  | x – L.A. Clippers       | 47                 | 25                 | .653               | 5,0                | 72                 |
| 5                  | y – Dallas Mavericks *  | 42                 | 30                 | .583               | 10,0               | 72                 |
| 6                  | x – Portland T. Blazers | 42                 | 30                 | .583               | 10,0               | 72                 |
|                    |                         |                    |                    |                    |                    |                    |
| 7                  | xp – L.A. Lakers        | 42                 | 30                 | .583               | 10,0               | 72                 |
| 8                  | xp – Memphis Grizzlies  | 38                 | 34                 | .528               | 14,0               | 72                 |
| 9                  | ep – G.S. Warriors      | 39                 | 33                 | .542               | 13,0               | 72                 |
| 10                 | ep – San Antonio Spurs  | 33                 | 39                 | .458               | 19,0               | 72                 |
|                    |                         |                    |                    |                    |                    |                    |
| 11                 | e – N.O. Pelicans       | 31                 | 41                 | .431               | 21,0               | 72                 |
| 12                 | e – Sacramento Kings    | 31                 | 41                 | .431               | 21,0               | 72                 |
| 13                 | e – Minnesota T'wolves  | 23                 | 49                 | .319               | 29,0               | 72                 |
| 14                 | e – Oklahoma Thunder    | 22                 | 50                 | .306               | 30,0               | 72                 |
| 15                 | e – Houston Rockets     | 17                 | 55                 | .236               | 35,0               | 72                 |

Note:
- z – Fattore campo per gli interi playoff
- c – Fattore campo per le finali di Conference
- y – Campione della division
- x – Qualificata ai playoff
- p – Qualificata ai play-in
- e – Eliminata dai playoff
- * – Leader della division

## Mercato

### Free Agency

#### Prolungamenti contrattuali
| Data             | Giocatore         | Contratto             |
| ---------------- | ----------------- | --------------------- |
| 25 novembre 2020 | Marcus Morris     | 4 anni - $64 milioni  |
| 25 novembre 2020 | Patrick Patterson | 1 anno - $3 milioni   |
| 1 dicembre 2020  | Reggie Jackson    | 1 anno - $2,3 milioni |

#### Acquisti
| Data             | Giocatore        | Contratto              | Provenienza     |
| ---------------- | ---------------- | ---------------------- | --------------- |
| 25 novembre 2020 | Serge Ibaka      | 2 anni - $18,9 milioni | Toronto Raptors |
| 26 novembre 2020 | Ky Bowman        | 1 anno - $1,4 milioni  | G.S. Warriors   |
| 5 aprile 2021    | Demarcus Cousins | Contratto 10 giorni    | Houston Rockets |
| 15 aprile 2021   | Demarcus Cousins | Contratto 10 giorni    | Houston Rockets |
| 25 aprile 2021   | Demarcus Cousins | 1 anno - $335.366      | Houston Rockets |
| 9 aprile 2021    | Malik Fitts      | Contratto 10 giorni    | A.C. Clippers   |
| 19 aprile 2021   | Yogi Ferrell     | Contratto 10 giorni    | S.L.C. Stars    |
| 29 aprile 2021   | Yogi Ferrell     | 2 anni - $2,2 milioni  | S.L.C. Stars    |

#### Cessioni
| Data             | Giocatore        | Motivo      | Nuova squadra   |
| ---------------- | ---------------- | ----------- | --------------- |
| 22 novembre 2020 | Montrezl Harrell | Free Agency | L.A. Lakers     |
| 27 novembre 2020 | Justin Patton    | Tagliato    | Milwaukee Bucks |
| 30 novembre 2020 | JaMychal Green   | Free Agency | Denver Nuggets  |
| 30 novembre 2020 | Johnathan Motley | Free Agency | Phoenix Suns    |
| 1 dicembre 2020  | Joakim Noah      | Tagliato    | Ritiro          |
| 14 dicembre 2020 | Ky Bowman        | Tagliato    | A.C. Clippers   |
| 14 dicembre 2020 | Malik Fitts      | Free Agency | free agentr     |

### Scambi
| 19 novembre 2020 | L.A. ClippersLuke Kennard (da Detroit) Justin Patton (da Detroit) Draft rights per Jay Scrubb (2020 #55) Scelta 2º giro Draft 2023 (da Detroit) Scelta 2º giro Draft 2024 (da Detroit) Scelta 2º giro Draft 2025 (da Detroit) Scelta 2º giro Draft 2026 (da Detroit) | Brooklyn NetsLandry Shamet (da Clippers) Bruce Brown (da Detroit) Draft rights per Reggie Perry (2020 #57)      |
| 19 novembre 2020 | Detroit PistonsDžanan Musa (da Brooklyn) Rodney McGruder (da Clippers) Draft rights per Saddiq Bey (2020 #19)(da Brooklyn) Draft rights per Jaylen Hands (2019 #56)(da Brooklyn) Scelta 2º giro Draft 2021 (da Brooklyn) Cash Consideration (da Clippers)            | |
| 29 novembre 2020 | L.A. ClippersDraft rights per Daniel Oturu (2020 #33) | Oklahoma ThunderDraft rights per Mathias Lessort (2017 #50) Scelta 2º giro Draft 2023 (da Detroit)              |
| 19 marzo 2021    | L.A. ClippersScelta 2º giro Draft 2022 | Sacramento KingsMfiondu Kabengele Scelta 2º giro Draft 2022 (da Atlanta) Cash considerations                    |
| 25 marzo 2021    | L.A. ClippersRajon Rondo | Atlanta HawksLou Williams Scelta 2º giro Draft 2023 (da Portland) Scelta 2º giro Draft 2027 Cash considerations |